# 白鷹山亨将
白鷹山 亨将（はくようざん りょうすけ、1995年4月13日 - ）は、山形県西置賜郡白鷹町鮎貝出身で、高田川部屋所属の現役大相撲力士。本名は齋藤 亨将（さいとう りょうすけ）。身長188.0cm、体重185.0kg、血液型はB型。最高位は東十両3枚目（2019年3月場所・2021年5月場所）。十両昇進時に掲げた目標は郷土の横綱・柏戸剛。

## 来歴
母親によると、生まれた時は2996gだったが、その後の成長が早かったという。十両昇進時の報道で、母親は「いくらでも食べる子で、『おすもうさんになったら』と言っていたら、本当になった」と笑って話していた。
大相撲入門前に相撲の経験は無い。白鷹町立鮎貝小学校在学中は6年間通じて柔道に親しみ、地元の野球チームにも所属していた。中学3年で身長180cm、体重100kgをそれぞれ上回るほどであった。白鷹町立西中学校ではバスケットボール部に在籍する傍らで、かつて13代佐渡ヶ嶽と山形県中学校総合体育大会でしのぎを削った父親の影響で陸上の砲丸投げも始めた。3年次には山形県中学校総合体育大会で13m38cmと大会新記録を出して優勝し、全国大会であるジュニアオリンピック陸上競技大会にも出場している。
その後は、高校でも柔道を続けゆくゆくは警察官となって安定した生活を送りたいと思っていたものの父親の勧めと高田川親方（元関脇・安芸乃島）の熱心な勧誘で大相撲の道へ進むことになり、高田川部屋に入門した。齋藤本人によると、父親はかつて砲丸投げで競い合ったライバルであった13代佐渡ヶ嶽の弟子を齋藤に倒してほしいようであったという。2018年の報道によると、中学で既に注目されている選手が高校の推薦入学の内定を掴んでいたり他の相撲部屋から勧誘を受けていたりするのを逆手にとって、高田川は相撲以外のスポーツに打ち込む子供たちに声を掛けているという。
2011年の大相撲入門の頃は大相撲八百長問題が発覚し、初土俵を踏む予定だった3月場所が中止になるなど角界の先行きが見通せない状況であったが、高田川部屋の雰囲気なら問題はないと決意が揺らぐことはなく、同年3月の新弟子検査に合格して、5月技量審査場所で初土俵を踏んだ。初土俵の同期には千代大龍、照ノ富士、常幸龍、明生、力真らがいる。初土俵時から名乗る「白鷹山（はくようざん）」の四股名は、故郷にある白鷹山（しらたかやま）と、米沢藩第9代藩主だった上杉鷹山（ようざん）が由来である。前相撲は二番出世で、序ノ口に上がった7月場所以降は勝ち越しを続けて番付を上げていた。
しかし、2012年5月場所で右膝前十字靭帯を断裂する大怪我を負って長期休場を余儀なくされ、序ノ口に転落した同年11月場所で復帰した。本人はこの怪我が完全に治ることはないとしながらも、鍛えることはできると前向きな姿勢で稽古に励み、復帰後は勝ち越しを続けた。怪我をしたことについても「引いたら怪我をする」という教訓になり、2013年11月場所で幕下に昇進した。
左右で最高100kgを超える握力が強く、輝からも「力が強い。そして頭もいい。この2つの才能を生かし切れていないだけ」と大器ぶりを評されており、その才能を武器に2015年1月場所では関取昇進も見えてくる幕下15枚目以内の番付に昇進した。幕下上位に上がったこの頃には、中卒叩き上げという経歴が共通する輝の付け人を務めていたことから、早く関取として横に並びたいと目標を語っている。
2016年5月場所では関取まであと1歩の東幕下筆頭まで番付を上げたが、体調不良も重なって得意の突き押し相撲が冴えずに跳ね返された。一時は糖尿病によって体重が20kg近く減少して足踏みしたが、食事療法が功を奏し、2017年5月場所は西幕下7枚目まで番付を戻している。この場所も5勝2敗し、場所後の記事で「圧倒的に負けたのは（2番相撲で戦った、元十両の）大成道戦だけ」と手ごたえがあった様子を語った。さらに「ラッキーで上がるより、自分の力でしっかり幕下上位や十両をねじ伏せて上がりたい」と精神面の充実ぶりをうかがわせるコメントを残した。
2018年1月場所では西幕下8枚目の地位で5勝2敗の成績を残した。この場所は十両から幕下に落ちる力士が多く、新十両の可能性もあったが、東の6枚目で4勝3敗の成績だった炎鵬が優先される形で昇進を逃した。続く3月場所では自身2度目となる東幕下筆頭の地位を与えられ、1番相撲から4連勝として来場所の新十両を当確させた。その後貴公俊の休場に伴う不戦勝も挟んで土つかずの6連勝とし、7番相撲では十両経験者で東幕下53枚目の肥後ノ城との全勝対決に臨んだが寄り切りで敗れ、幕下優勝は果たせなかった。場所後の番付編成会議で、翌5月場所での新十両昇進が決定。山形県出身力士の十両昇進は2008年の北勝国以来、10年ぶり。町はさっそく庁舎に垂れ幕を掲げて祝福。この時点で建設会社社長を務める父は「新しいところに向かって全力で取り組んでほしい」と激励した。新十両で迎えた5月場所は、3日の朝弁慶戦に勝利して関取としての初白星を上げると、中日を4勝4敗のタイで折り返した。しかし終盤戦に調子を落として5勝10敗の成績に終わった。東幕下筆頭で迎えた7月場所は、終始他を圧倒する内容で7戦全勝の幕下優勝を果たした。幕下優勝に際して「何番でも下から下から当たって、終始攻めていく。『白鷹山は止まらない』という力士になっていきたい」と言葉を振るった。場所後の番付編成会議で、1場所での十両復帰が決定した。西十両12枚目で迎えた9月場所は6日目までに2勝4敗と苦しんだが、中盤以降に調子を上げて10勝5敗の成績とし、関取として初の勝ち越しを二桁勝利で決めた。東十両3枚目で迎えた2019年3月場所は9日目に左足首を骨折して10日目から休場。翌5月場所も出場が難しい見通しとなった。西幕下17枚まで番付を下げた9月場所は5勝2敗、東幕下10枚目の地位で土俵に上がることになった11月場所も5勝2敗と、関取復帰に向けて着実に番付を戻した。ただ、11月場所の成績と相撲内容に関しては本人は満足しておらず「相手が小さかったので抱え込もうとしたのがね。もっと押していかないといけない。根こそぎ持っていくような相撲を取らないと」と反省していた。
2020年4月25日、自身が2019新型コロナウイルスに感染したことが発表された。現役関取の感染は初。発熱などの症状はなかったが、24日にPCR検査を受け、陽性が確認され、25日から入院。30日に退院。
2020年7月場所9日目の翔猿戦では「指を持って折り返すこと(逆指)」という反則を行ったのではと物言いがついたが、伊勢ヶ濱審判部長は「白鷹山が指を持って折ったのではないかという確認であり、折っていませんでした」と説明し、行司軍配通り白鷹山の白星となった（決まり手は押し出し）。
2021年3月場所は11勝4敗で十両優勝。優勝の際に「緊張はありましたが思い切り、何も考えずにいこうと思っていた。いい相撲だったと思う」と話し「前に出る相撲が多かった。まだまだ課題は多いが、前に出られたことはよかった」と場所を振り返った。
7月場所は6日目の豊山戦で左膝を負傷し、日本相撲協会に「左前十字じん帯断裂にて、7月9日より8月6日まで約4週間の加療を要する見込み」との診断書を提出して7日目より途中休場。
続く9月場所では4日目からの7連敗で早くも9日目には負け越すなど4勝11敗に終わる。西十両11枚目で迎えた11月場所は優勝した3月場所以来となる勝ち越しで8勝7敗。しかし2022年に入り、6勝9敗、4勝11敗と2場所連続の負け越しで、3度目の幕下陥落が決定的となった。西幕下5枚目の地位で迎えた同年11月場所は、3番相撲で元大関の朝乃山と幕下の取組で対戦して話題となった(寄り切りで黒星)。11日目までに朝乃山との一番以外を全勝し5勝を挙げ、千秋楽に西十両10枚目の魁勝との取組が組まれたが送り出しで敗れ5勝2敗に終わる。昇進順位としては、西筆頭で同部屋、白鷹山同様5勝2敗の湘南乃海、東4枚目で6勝1敗だった元大関朝乃山に次ぐ3位だったが、幕内千代大龍、十両豊山が相次いで引退、加えて東十両12枚目の德勝龍の大幅な負け越しもあり、場所後の11月30日に再十両昇進が発表された。2023年5月場所は東十両6枚目で6勝8敗1休と負け越し点3であったが、続く7月場所はわずか1枚下降の東十両7枚目の地位を与えられるなど番付運に恵まれた。しかし同場所も6勝9敗に終わると、9月場所は西10枚目と3枚半番付を下げ、同場所は4勝11敗と大きく負け越し、幕下降格の可能性が濃厚な成績に終わる。11月場所に正式に幕下に陥落。11月場所は東幕下筆頭で1番相撲から4連勝して早々と再十両を確定させるが、残りは3連敗して場所を4勝3敗で終えた。場所後に行われた番付編成会議により、2024年1月場所で2場所ぶりに十両へ復帰することが決定した。東幕下筆頭での4勝3敗で4枚半上昇はやや幸運である。9月場所は7勝8敗と負け越したが、11月場所は番付運に恵まれて番付据え置きで土俵に上がることとなった。

## 人物
- 協会公式プロフィールによると、好きな歌手はTHE BLUE HEARTS、好物は肉、趣味は読書とゲーム、好きなテレビ番組はヒルナンデス!と世界の果てまでイッテQ!、好きな漫画はキン肉マン[32]。

## 主な成績
2025年7月場所終了現在

### 通算成績
- 通算成績：422勝383敗47休（85場所）

### 各段優勝
- 十両優勝：1回（2021年3月場所）
- 幕下優勝：1回（2018年7月場所）

### 場所別成績
| | 一月場所 初場所（東京） | 三月場所 春場所（大阪） | 五月場所 夏場所（東京）  | 七月場所 名古屋場所（愛知） | 九月場所 秋場所（東京）   | 十一月場所 九州場所（福岡） |
| --- | ----------------------- | ----------------------- | ------------------------ | --------------------------- | ------------------------- | --------------------------- |
| 2011年 （平成23年） | x                       | 八百長問題 により中止   | （前相撲）               | 東序ノ口17枚目 4–3          | 東序二段85枚目 4–3        | 東序二段56枚目 6–1          |
| 2012年 （平成24年） | 西三段目88枚目 4–3      | 東三段目70枚目 4–3      | 東三段目57枚目 0–3–4     | 西序二段7枚目 休場 0–0–7    | 西序二段77枚目 休場 0–0–7 | 西序ノ口12枚目 6–1          |
| 2013年 （平成25年） | 東序二段31枚目 6–1      | 西三段目64枚目 5–2      | 西三段目33枚目 5–2       | 東三段目7枚目 3–4           | 東三段目19枚目 5–2        | 東幕下56枚目 4–3            |
| 2014年 （平成26年） | 東幕下47枚目 3–4        | 東幕下57枚目 5–2        | 東幕下43枚目 4–3         | 西幕下34枚目 4–3            | 東幕下27枚目 4–3          | 西幕下21枚目 5–2            |
| 2015年 （平成27年） | 西幕下11枚目 3–4        | 東幕下18枚目 4–3        | 西幕下13枚目 5–2         | 西幕下6枚目 3–4             | 西幕下12枚目 4–3          | 西幕下8枚目 4–3             |
| 2016年 （平成28年） | 西幕下7枚目 5–2         | 東幕下4枚目 4–3         | 東幕下筆頭 2–5           | 西幕下9枚目 2–5             | 東幕下27枚目 4–3          | 西幕下20枚目 4–3            |
| 2017年 （平成29年） | 東幕下14枚目 4–3        | 西幕下11枚目 5–2        | 西幕下7枚目 5–2          | 東幕下4枚目 3–4             | 東幕下8枚目 3–4           | 東幕下13枚目 4–3            |
| 2018年 （平成30年） | 西幕下8枚目 5–2         | 東幕下筆頭 6–1          | 東十両11枚目 5–10        | 東幕下筆頭 優勝 7–0         | 西十両12枚目 10–5         | 西十両7枚目 8–7             |
| 2019年 （平成31年 /令和元年） | 東十両6枚目 8–7         | 東十両3枚目 3–7–5       | 東十両11枚目 休場 0–0–15 | 東幕下10枚目 2–5            | 西幕下17枚目 5–2          | 東幕下10枚目 5–2            |
| 2020年 （令和2年） | 西幕下4枚目 6–1         | 東十両12枚目 9–6        | 感染症拡大 により中止    | 西十両6枚目 5–10            | 東十両11枚目 8–7          | 東十両10枚目 6–9            |
| 2021年 （令和3年） | 東十両12枚目 8–7        | 西十両9枚目 優勝 11–4   | 東十両3枚目 7–8          | 西十両3枚目 5–2–8           | 西十両6枚目 4–11          | 西十両11枚目 8–7            |
| 2022年 （令和4年） | 東十両11枚目 6–9        | 東十両12枚目 4–11       | 西幕下3枚目 2–5          | 東幕下12枚目 4–3            | 西幕下8枚目 4–3           | 西幕下5枚目 5–2             |
| 2023年 （令和5年） | 西十両14枚目 9–6        | 西十両9枚目 9–6         | 東十両6枚目 6–8–1        | 東十両7枚目 6–9             | 西十両10枚目 4–11         | 東幕下筆頭 4–3              |
| 2024年 （令和6年） | 西十両10枚目 10–5       | 東十両6枚目 4–11        | 西十両10枚目 6–9         | 東十両12枚目 9–6            | 西十両8枚目 7–8           | 西十両8枚目 6–9             |
| 2025年 （令和7年） | 西十両10枚目 8–7        | 西十両8枚目 9–6         | 東十両4枚目 6–9          | 西十両5枚目 4–11            | x                         | x                           |
| 各欄の数字は、「勝ち-負け-休場」を示す。 優勝 引退 休場 十両 幕下 三賞：敢=敢闘賞、殊=殊勲賞、技=技能賞 その他：★=金星 番付階級：幕内 - 十両 - 幕下 - 三段目 - 序二段 - 序ノ口 幕内序列：横綱 - 大関 - 関脇 - 小結 - 前頭（「#数字」は各位内の序列） |                         |                         |                          |                             |                           |                             |

## 改名歴
- 白鷹山 亨将（はくようざん りょうすけ）2011年5月技量審査場所 -